# جواو سيلفا (لاعب كرة قدم)
جواو سيلفا هو لاعب كرة قدم برازيلي في مركز الوسط، ولد في 20 يونيو 1997 في ساو باولو في البرازيل. لعب مع ليفسكي صوفيا.